# اوآنا پتروفسکی
اوآنا پتروفسکی (به انگلیسی: Oana Petrovschi) ژیمناست زادهٔ ۵ فوریهٔ ۱۹۸۶ میلادی اهل کشور رومانی است.